# Leeland Mooring
Leeland Dayton Mooring (16 de junio de 1988; Baytown, Texas, EE. UU.) es la voz principal, guitarrista, y compositor de la banda Estadounidense de rock cristiano Leeland.
Mooring se convirtió al Cristianismo a la edad de 5 años. Tiene dos hermanos, los cuales al igual que Leeland conforman la banda homónima junto a Mike Smith; su hermano mayor se llama Jack Mooring, el cual está casado con la hija de  Michael W. Smith llamada Whitney Katherine Smith-Mooring; la más joven de los hermanos Mooring es Shelly. Leeland en la actualidad está casado con Amanda Louise Mooring, y ha colaborado en la composición de 6 canciones que se incluyeron en el disco Stand de Michael W. Smith

## Inspiración
Cuando fue entrevistado acerca de lo que le inspiraba a escribir sus canciones, dijo: "La mayoría de mis canciones nacieron a través de mis oraciones (a Dios). Por esto la mejor respuesta vino de Dios, mientras que nos sumergíamos en su presencia. Esa es mi principal inspiración, vivo para Jesus"
Al describir una escena que reflejara la gloria de Dios a través de la naturaleza comentó: "Manejábamos a través de la ciudad de Washington, yo llevaba los auriculares puestos y escuchaba música celta de Irlanda, la canción tenía un coro de fondo y mientras la escuchaba, eché un vistazo fuera de la Van, pero de pronto íbamos en medio de unas hermosas montañas. El final de la música y las montañas fue increíble. Esto demuestra cuan pequeños somos, lo que el ser humano es y lo mucho que necesita de Dios"
Al hablar de los momentos difíciles en su vida, se le preguntó si alguna vez las cosas o los problemas se volvían abrumadoras/es, como lo describe una de las canciones del álbum "Sound of Melodies" titulada "Too Much" él declaró: "Crecí en una familia con fuertes creencias Cristianas, y nunca he tenido problemas graves como los tienen muchas otras personas, me siento bendecido por eso. Pero ese periodo de dos años (de Camino) fue el mejor y a la vez lleno de tiempo de esfuerzo. Sólo tenía 11, 12 y 13 en esos años. Constantemente Confiábamos en Dios nuestras finanzas con las que subsistíamos, La semana pasada hicimos un viaje familiar, pero mi madre casi tuvo un ataque al corazón y por esto estuvo en el hospital. Ella estaba imposibilitada físicamente para viajar, pues teníamos pocas horas para descansar, lo cual fue mu fuerte para nosotros.
Ahora miro fotos y pienso en la Gran misericordia que Dios tuvo con ella como para que no le ocurriese nada grave. Realmente no sé que haría si mi madre muriese, pues es un pilar fundamental en nuestras vidas.
No sabría retratarme sin su sabiduría, protección y amor".
Cuando relató la historia que esconde la canción "Carried to the Table" él dijo: "Uno de los evangelistas que hay en mi familia viajó dos años con un mensaje que debía entregar acerca de la historia de Mefiboset en 2ª de Samuel. Su mensaje me removió y a la vez me cautivó, incluso no podía sacarlo de mi cabeza. 
Él contaba la historia de como Dios nos lleva a la mesa. Y cuando no puedo sacar cosas de mi cabeza, las convierto en canciones. Me senté en mi habitación y oré a Dios por aquella historia, luego de lo cual trabajé dos días en la canción y por fin la terminé"
En el año 2008 Mooring se casó con su novia y actual esposa Amanda "Mandy" Louise Mooring con la cual lleva cerca de 3 años de matrimonio.
Escribió la canción "Decoy" junto Hayley Williams y Josh Farro ambos integrantes de la Banda Paramore. También colaboró en la creación de la canción "Stronger (Back On The Ground)" junto a Jack Mooring y Nick Jonas para el álbum "Who I am" perteneciente a la banda Estadounidense Nick Jonas and The Administration.
También recibió premios junto a la reconocida banda switchfoot, dándole la mano a Jon Foreman , vocalista de la mencionada banda de rock cristiano.